# Апсон (округ)
А́псон (англ. Upson County) — округ штата Джорджия, США. Население округа на 2000 год составляло 27 597 человек. Административный центр округа — город Томастон.

## История
Округ Апсон основан в 1824 году.

## География
Округ занимает площадь 844,3 км².

## Демография
Согласно Бюро переписи населения США, в округе Апсон в 2000 году проживало 27 597 человек. Плотность населения составляла 32,7 чел./км².